# Franz Löschnak
Franz Löschnak (* 4. März 1940 in Wien) ist ein österreichischer Jurist und Politiker der SPÖ. Er war von 1987 bis 1989 Gesundheitsminister in der Bundesregierung Vranitzky II und anschließend bis 1995 Innenminister in der Bundesregierung Vranitzky II, III und IV. In letzterer wurde er jedoch nach einem halben Jahr von Caspar Einem abgelöst.

Franz Löschnak (2006)

## Leben
Nach dem Abschluss des Realgymnasiums 1958 folgte das Studium der Rechte an der Universität Wien, wo Franz Löschnak 1963 zum „Dr. iur.“ promovierte.
1959 trat er in den Dienst der Gemeinde Wien. Dort arbeitete er ab 1964 an der Magistratsabteilung für allgemeine Personalangelegenheiten, von 1971 bis 1977 als deren Leiter. 1977 wurde er Bereichsleiter für Personalangelegenheiten und Verwaltungsorganisation der Gemeinde Wien. 1973 erhielt er den Titel eines Senatsrats.
Von 1989 bis 1999 war Löschnak stellvertretender Parteivorsitzender der SPÖ. Für diese Partei war er auch Abgeordneter zum Nationalrat:
- 7. Februar 1981–31. Mai 1983 (XV.–XVI. Gesetzgebungsperiode)
- 7. November 1994–14. Dezember 1994 (XIX. GP)
- 26. April 1995–28. Oktober 1999 (XIX.–XX. GP)

Außerdem bekleidete er mehrere Ämter in der österreichischen Bundesregierung:
- Staatssekretär im Bundeskanzleramt (8. Juni 1977–17. Dezember 1985)
- Bundesminister im Bundeskanzleramt (17. Dezember 1985–31. März 1987)
- Bundesminister für Gesundheit und öffentlichen Dienst (1. April 1987–2. Februar 1989)
- Bundesminister für Inneres (2. Februar 1989–6. April 1995)

### Barackenlager in Kaisersteinbruch
Die Salzburger Nachrichten vom 3. März 1990 berichteten: „Die burgenländische 200-Einwohner Gemeinde Kaisersteinbruch kämpft weiter gegen die von Innenminister Franz Löschnak verordnete Verlegung von 800 männlichen rumänischen Flüchtlingswerbern in die dortige Kaserne.“
„Am 15. März 1990 kam es zum Visumzwang für Rumänen. Kaisersteinbruch wurde in den Medien zum Symbol für Enge, Ausländer-Aussperrung ... Von diesem kleinen Ort erwarten viele, was sonst niemand zu geben bereit ist.“
1992 gelang Löschnak als Innenminister die Bereitstellung einer sogenannten „Sicherheitsmilliarde“. Dieser außerordentliche Budgetposten in der Höhe von 1 Milliarde Schilling wurde für die Ausrüstung und Aufstockung der Exekutive eingesetzt. Als Begründung diente vor allem die Öffnung der österreichischen Ostgrenze in den vorangegangenen Jahren.

### „Gedenkdienst“ als Zivilersatzdienst
Am 1. September 1992 trat der erste österreichische Gedenkdiener seinen Dienst im Museum Auschwitz-Birkenau an. Durch die Initiativen des Historikers Andreas Maislinger hatte Löschnak ein Jahr zuvor die gesetzliche Grundlage für die Ableistung eines Gedenkdienstes in Holocaustgedenkstätten geschaffen.

### Sonstiges
Franz Löschnak war Präsident des ASKÖ (1988–2005) und Präsident der Bundes-Sportorganisation (1995–2007).
In seiner Amtszeit als Innenminister wurde unter anderem die Verwendung von Klebebändern zum Knebeln von Gefangenen eingeführt, die Jahre später durch den Fall Marcus Omofuma ins Rampenlicht geriet.

## Auszeichnungen
- Großes Goldenes Ehrenzeichen am Bande für Verdienste um die Republik Österreich
- Komturkreuz mit Stern des Ehrenzeichens des Landes Burgenland
- Großes Ehrenzeichen des Landes Salzburg
- Großkreuz des belgischen Ordens Leopolds II.